# Gruppo volontario sovietico in Cina
Il Gruppo volontario sovietico in Cina (in russo Советские добровольцы в Китае, Sovetskie dobrovol’cy v Kitae) fu un corpo di piloti militari volontari inviato nel 1937 dall'Unione Sovietica a combattere in favore della Repubblica di Cina, duramente impegnata negli scontri della seconda guerra sino-giapponese.
Uniti dal comune interesse a contrastare l'espansionismo dell'Impero giapponese nell'Asia continentale, i sovietici e i nazionalisti cinesi del Kuomintang misero da parte le profonde differenze ideologiche e stabilirono una cooperazione militare: in particolare, i sovietici decisero di rifornire (sotto il nome in codice di "operazione Zet") i cinesi di armamenti moderni (in particolare aerei da combattimento) e di consiglieri militari e specialisti tecnici, oltre che inviare in Cina un corpo di piloti volontari per combattere al fianco dei cinesi. L'aiuto sovietico si dimostrò importante per sostenere le truppe cinesi nei loro pesanti scontri con i giapponesi, pur non potendo più di tanto arginare lo strapotere delle forze nipponiche; dopo la stipula del patto nippo-sovietico di non aggressione nell'aprile 1941, e il conseguente calo della tensione militare tra Unione Sovietica e Giappone, l'operazione Zet venne conclusa e gli specialisti sovietici richiamati dalla Cina.

## Storia

### L'accordo sino-sovietico

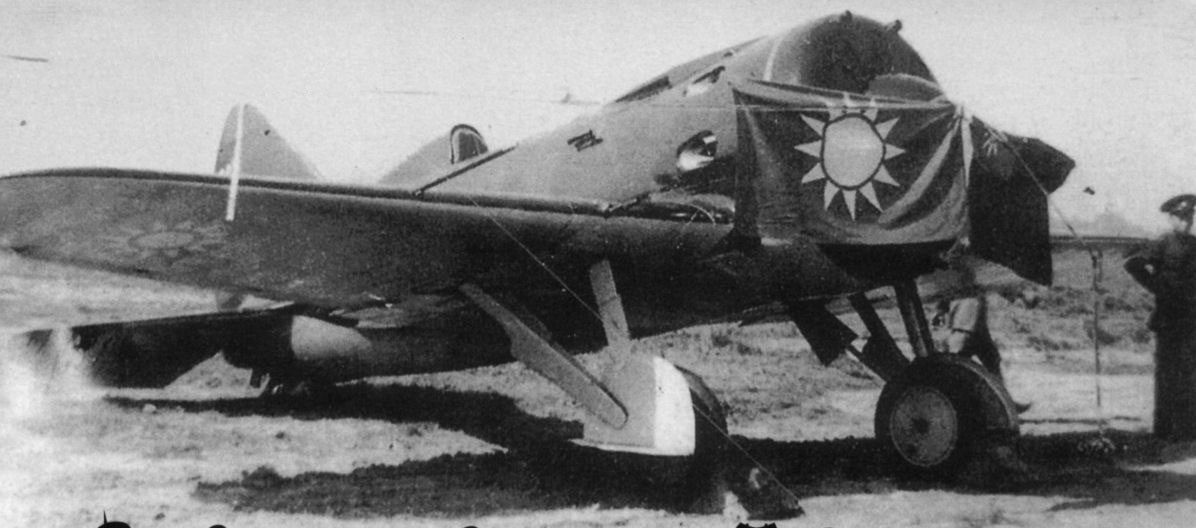
Un caccia I-16 sovietico mentre viene consegnato alle forze cinesi nazionaliste

Il governo nazionalista del Kuomintang di Chiang Kai-shek, al potere in Cina dal 1928, era caratterizzato da un forte anticomunismo, concretizzatosi in un decennale conflitto civile con le forze del Partito Comunista Cinese di Mao Zedong; il progressivo incremento dell'espansionismo territoriale dell'Impero giapponese nel nord della Cina, divenuto palese nel 1931 con l'invasione giapponese della Manciuria, spinse tuttavia le fazioni cinesi a mettere da parte i contrasti e cercare una collaborazione. Un accordo fu infine raggiunto nel dicembre 1936, quando nazionalisti e comunisti misero momentaneamente da parte le loro divergenze per riunirsi nel cosiddetto "Secondo Fronte Unito", un'alleanza in chiave anti-giapponese. Poco tempo dopo, nel luglio 1937, l'incidente del ponte di Marco Polo segnò l'avvio del conflitto aperto tra Cina e Giappone: mentre le forze giapponesi sferravano una vasta offensiva nel nord della Cina, Chiang e Mao rafforzarono la loro alleanza concludendo un accordo di cooperazione militare il 2 agosto 1937.
La collaborazione con i comunisti cinesi era, per Chiang Kai-shek, funzionale anche all'ottenimento di un altro importante obiettivo strategico, ovvero la stipula di un accordo di cooperazione tra la Cina e l'Unione Sovietica. Per quanto fosse un sincero anticomunista, Chiang vedeva con chiarezza l'opportunità di sfruttare a vantaggio della Cina lo stato di tensione diplomatica e militare sorto tra Unione Sovietica e Giappone a seguito dell'occupazione nipponica della Manciuria, tensione sfociata ben presto in una serie di scaramucce armate lungo il confine sovietico-mancese; la ricerca dell'aiuto dei sovietici era poi l'unica possibilità per Chiang di trovare un forte sostegno esterno al suo paese in guerra, visto che nazioni precedentemente amiche come Germania nazista e Regno d'Italia sembravano interessate a coltivare più i rapporti con il Giappone che con la Cina, mentre le potenze democratiche occidentali non avevano mostrato fino a quel momento l'intenzione di farsi coinvolgere nel conflitto sino-giapponese. Le aperture di Chiang furono bene accolte dalla dirigenza sovietica, che vedeva nel prolungamento della resistenza cinese un buon modo per sviare l'interesse dei giapponesi dall'apertura di un fronte di guerra nell'Estremo Oriente russo; un accordo fu velocemente raggiunto: il 1º agosto 1937 l'ambasciatore sovietico in Cina Dmitrij Bogomolov comunicò a Chiang l'intenzione del governo sovietico di stipulare un accordo formale con i cinesi, intenzione concretizzatasi quindi nella firma a Nanchino il 21 agosto seguente del patto di non aggressione sino-sovietico.
Benché pubblicamente definito come un mero patto di non aggressione, il trattato sino-sovietico conteneva in realtà un accordo di cooperazione militare ed economica: i sovietici acconsentirono a fornire al governo cinese un prestito di 250 milioni di dollari statunitensi, nonché a cedere alle forze cinesi forniture di equipaggiamenti militari, armamenti, munizioni e veicoli militari di produzione sovietica; la parte più importante dell'accordo previde la fornitura di un vasto quantitativo di aerei da combattimento di moderna costruzione (pari a 300 o 400 apparecchi in totale), nonché di un contingente di consiglieri militari, specialisti tecnici e piloti volontari sovietici con cui rinforzare sul piano quantitativo e qualitativo le forze aeree cinesi. Questo coinvolgimento diretto delle forze armate sovietiche nel conflitto doveva essere tenuto il più possibile segreto per non acuire ulteriormente lo stato di tensione militare tra Unione Sovietica e Giappone; l'intera azione fu quindi indicata con il nome in codice di "operazione Zet".

### La costituzione del corpo aereo volontario sovietico

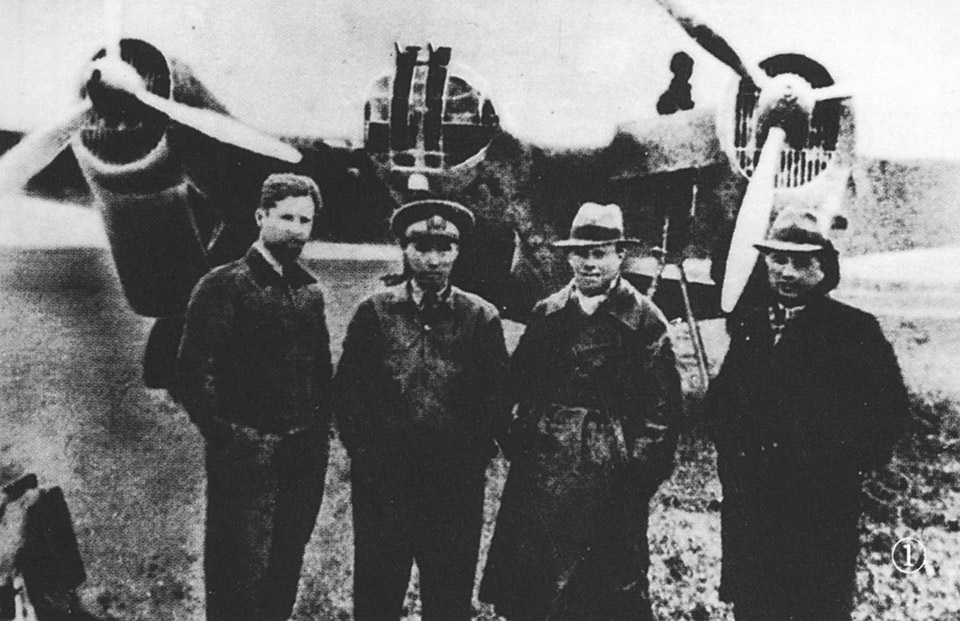
Un gruppo di aviatori sovietici fotografato nella base di Wuhan nel 1938

Le forniture destinate ai cinesi comprendevano lotti dei più moderni apparecchi in servizio all'epoca con le Forze aeree sovietiche, come gli aerei da caccia biplani Polikarpov I-15 e bombardieri bimotori Tupolev SB-2, a cui si aggiunsero in seguito i moderni bombardieri Ilyushin DB-3 e i caccia monoplani Polikarpov I-16. Il trasferimento di questi apparecchi dalle fabbriche sovietiche collocate nella Russia europea alle basi aeree nella Cina orientale rappresentava una sfida logistica di notevoli proporzioni per l'epoca, viste le distanze in gioco e gli ostacoli naturali sul cammino: tra Mosca e Nanchino vi erano circa 4 000 chilometri, intervallati dalle catene montuose del Tien Shan e dalle distese desertiche del Taklamakan e del Gobi; vi erano ben poche piste d'atterraggio intermedie in cui fare scalo durante il viaggio, spesso composte solo da campi sterrati collocati in profonde vallate circondate dalle montagne.
Furono stabilite due rotte di collegamento. La rotta meridionale prevedeva di trasferire, per via ferroviaria oppure in volo da Ėngel's e Tashkent, gli apparecchi ad Alma-Ata nella Repubblica Socialista Sovietica Kazaka, da dove poi sarebbero decollati in direzione est alla volta della Cina; per abbreviare il percorso, fu in seguito stabilito di trasportare gli apparecchi, smontati, via camion da Alma-Ata a Kumul, dove sarebbero stati riassemblati per poi proseguire il trasferimento in volo. La rotta settentrionale prevedeva invece il trasferimento degli apparecchi lungo la ferrovia Transiberiana fino a Irkutsk, da dove poi avrebbero preso il volo verso la Cina con scali intermedi a Ulan Bator e Dalanzadgad in Mongolia. Per entrambe le rotte il punto di arrivo era Lanzhou nella Cina centrale, dove gli apparecchi (privati prima del decollo di ogni segno di riconoscimento sovietico) sarebbero stati consegnati ai cinesi e riverniciati con i contrassegni dell'Aeronautica nazionalista.
Il personale specialistico e i piloti necessari furono reclutati tramite una chiamata di volontari tra i ranghi dell'Aeronautica sovietica; molti degli uomini si offrirono volontari pensando di andare a combattere con le forze repubblicane impegnate nella concomitante guerra civile spagnola, e scoprirono con una certa sorpresa di essere stati inviati invece verso est a combattere i giapponesi in Cina. Il personale fu instradato verso le basi di partenza in abiti civili e con identità fittizie, mantenendo il massimo riserbo sulla loro destinazione finale; molti dei piloti volontari non avevano esperienza di volo con i monoplani I-16, e furono quindi frettolosamente addestrati una volta giunti ad Alma-Ata. I primi gruppi di volontari presero il volo alla volta della Cina alla metà di ottobre 1937, con gli apparecchi da bombardamento impegnati a fare la spola tra le basi sovietiche e cinesi per trasferire il personale di terra, il carburante e i pezzi di ricambio. Il viaggio poteva durare anche due settimane, con frequenti scali intermedi per rifornimento e manutenzione; vari apparecchi e piloti andarono perduti a causa di atterraggi su piste inadeguate, o per via delle avverse condizioni meteo: un gruppo di bombardieri SB-2 rimase bloccato per più di due settimane a Ürümqi dopo essere incappato in una enorme tempesta di sabbia. In totale, tra il 1938 e il 1940 circa 2 000 piloti e personale sovietico si misero a disposizione per combattere a fianco dei cinesi.

### Impiego in azione

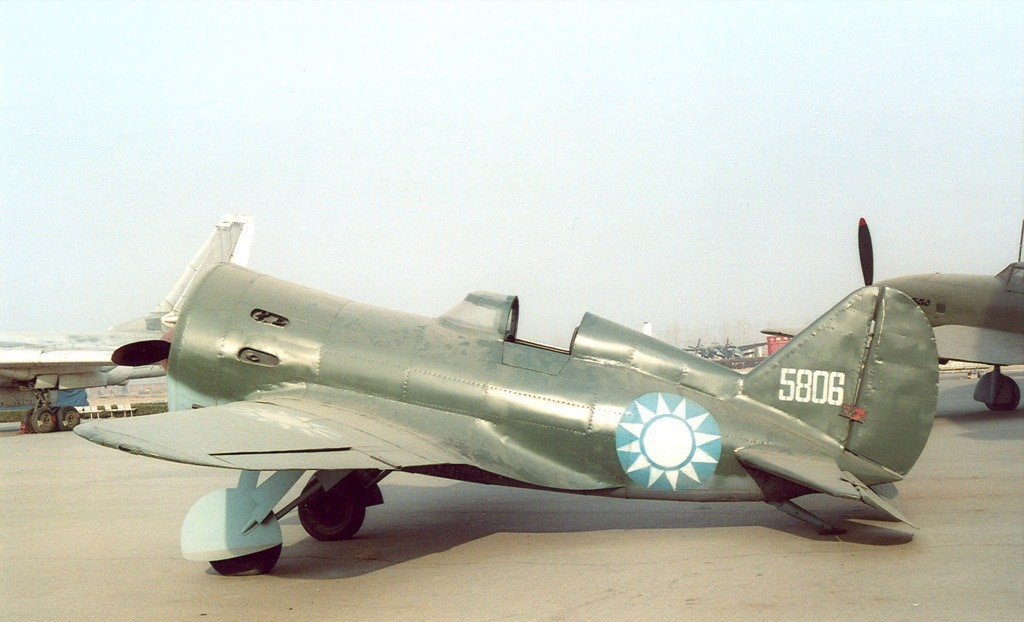
Un caccia I-16 con le insegne della Repubblica di Cina esposto in mostra al Museo dell'aviazione di Pechino

Alla fine di dicembre 1937 i sovietici avevano attivi in Cina cinque gruppi aerei, quattro di caccia con apparecchi I-15 ed I-16 e uno di bombardieri con apparecchi SB-2; gli aerei sovietici andarono inoltre a riequipaggiare un gruppo caccia, un gruppo da bombardamento e uno da ricognizione cinesi, addestrati dagli specialisti sovietici. Già dalla fine di novembre gli apparecchi sovietici erano stati chiamati in soccorso delle truppe cinesi, impegnate a fronteggiare i giapponesi lungo il nuovo fronte aperto nell'agosto precedente nella Cina centrale: dopo aver preso Shanghai al termine di una lunga battaglia, i giapponesi si erano spinti verso ovest lungo il Fiume Azzurro alla volta della capitale cinese Nanchino, dove erano in corso duri scontri. I primi caccia sovietici iniziarono voli di pattugliamento sopra la capitale cinese il 20 novembre, dando vita già il giorno successivo al primo scontro con gli aerei giapponesi; gli apparecchi da bombardamento furono dislocati invece nelle basi arretrate di Wuhan e Nanchang, per essere impiegati in attacchi contro gli aeroporti nelle retrovie del fronte giapponese.
Pur non riuscendo a salvare Nanchino, caduta in mano ai giapponesi il 13 dicembre 1937, l'arrivo dei piloti e degli apparecchi sovietici consentì di riequilibrare la situazione nei cieli cinesi: dotata di materiale inferiore sia per quantità che per qualità, l'Aeronautica cinese si era ritrovata surclassata dalla sua equivalente giapponese fin dalle prime fasi del conflitto; gli apparecchi sovietici, in particolare i caccia I-16, si rivelarono buoni velivoli, capaci di tenere testa alle più recenti costruzioni giapponesi come i Mitsubishi A5M e i Nakajima Ki-27. Tra il gennaio e il febbraio 1938 le squadriglie sovietiche e cinesi eseguirono circa 400 sortite sulla linea del fronte, perdendo in combattimenti aerei 31 apparecchi e 21 piloti; il 23 febbraio un gruppo di dodici bombardieri SB-2 mise a segno un'azione dal forte significato morale, compiendo un raid "mordi-e-fuggi" contro le basi aeree giapponesi su Formosa da cui decollavano i bombardieri a lungo raggio che martellavano le città cinesi.
Il 29 aprile una violenta battaglia aerea si sviluppò quando un gruppo di 67 caccia I-15 e I-16 si lanciò all'attacco di una formazione di 27 bombardieri giapponesi Mitsubishi G3M scortati da altrettanti caccia Ki-27: lo scontro vide la formazione sovietico-cinese accusare la perdita di dodici caccia, mentre i giapponesi ebbero abbattuti due bombardieri e due caccia. Dal giugno 1938 vari scontri aerei tra le opposte fazioni presero vita nel corso della sanguinosa battaglia di Wuhan, mentre in ottobre il centro dell'azione si spostò nella Cina meridionale dove i giapponesi erano sbarcati a Canton. Gli scontri del giugno-ottobre 1938 furono costosi per le forze sovietico-cinesi, che ebbero a lamentare la distruzione di 202 velivoli e il danneggiamento di altri 112, con 284 morti e feriti tra il personale di volo; a dimostrazione dell'accresciuta capacità delle forze aeree cinesi, nello stesso periodo i giapponesi dovettero ammettere la perdita di 111 apparecchi nei cieli della Cina.
L'aumento delle tensioni belliche in Europa alla fine del 1938, dato dall'annessione dell'Austria e dalla crisi dei Sudeti, portarono a una contrazione delle forniture militari sovietiche alla Cina. All'inizio del 1939 la presenza sovietica si era contratta a due gruppi da caccia e un gruppo da bombardamento, per quanto quest'ultimo avesse ricevuto dodici nuovi bombardieri a lungo raggio DB-3; questi ultimi si resero protagonisti, in febbraio, di un riuscito attacco contro la base dei bombardieri a lungo raggio giapponesi di Yuncheng nella Cina centrale, fatto che convinse il comando nipponico a richiamare tutta la sua forza da bombardamento strategico in basi più distanti dal fronte. Le forniture sovietiche ai cinesi tornarono a farsi consistenti dal maggio 1939, dopo l'avvio di scontri armati su più vasta scala tra Unione Sovietica e Giappone a Khalkhin Gol sul confine mongolo-mancese; forti perdite furono inflitte ai giapponesi dai caccia I-16 e dai bombardieri DB-3 pilotati da sovietici e cinesi: il 3 ottobre 1939 una riuscita incursione di DB-3 contro l'aeroporto di Wuhan distrusse al suolo cinquanta aerei e uccise trenta piloti giapponesi.
Il ritmo delle operazioni e l'usura dei materiali si rivelò tuttavia insostenibile per la Cina, e nel corso del 1940 l'aeronautica cinese non riuscì a mettere in campo più di 150 aerei bellicamente efficienti, consentendo ai ben più numerosi apparecchi giapponesi di spadroneggiare nei cieli. Dopo la conclusione degli scontri di Khalkhin Gol nel settembre 1939 la tensione militare tra Unione Sovietica e Giappone era andata scemando, rendendo inutile per la strategia sovietica continuare a rifornire di armamenti e piloti i cinesi: a maggior ragione dopo lo scoppio in Europa della seconda guerra mondiale e la necessità di rinforzare al più presto le difese della stessa Unione Sovietica. Un'ultima fornitura di 100 bombardieri SB-2 e 148 caccia I-16 e I-153 fu consegnata dai sovietici ai cinesi nell'aprile 1941, prima che il 13 del mese entrasse in vigore il patto nippo-sovietico di non aggressione; dopo quella data, gli invii di armamenti furono annullati e gli ultimi piloti e specialisti rimasti in Cina vennero richiamati, portando alla conclusione l'operazione Zet.